# 柯本語
柯本語（Kobon，讀音似kombon）是一種通行於巴布亞新幾內亞的語言，它有大約90至120個動詞。柯本語有露兜樹語的現象。

## 地理分佈
柯本語通行於芒特哈根以北的馬當省和西高地省一帶。

## 音系

### 母音
其母音有/i e ɨ ə a o u/等。/i/和/u/在字首可能分別變作[jɪ]和[wʊ~ʍʊ̥]；/ɨ/和/ə/則分別寫作ü⟩和ö⟩。

### 子音
柯本語分別齒齦邊音/l/、硬顎邊音 /ʎ/、根尖（subapical）捲舌邊閃音（retroflex lateral flap）/ / (ɭ̆ )和擦顫音（fricative trill）/r̝/，而最後一個音的摩擦度有其變異度存在。
| m ⟨m⟩       | n ⟨n⟩     | ɲ ⟨ñ⟩      | ŋ ⟨ŋ⟩         |       |
| p~b~mb ⟨b⟩  | d~nd ⟨d⟩  | ɟʑ~ɲɟʑ ⟨j⟩ | k~ɣ~ŋɡ ⟨g⟩    |       |
| f~ɸ~v~β ⟨p⟩ | s ⟨s⟩     | tɕ ⟨c⟩     | kʰ~kx~x~ɣ ⟨k⟩ | h ⟨h⟩ |
|             | l ⟨l⟩     | ʎ ⟨ɫ⟩      |               |       |
|             | ɾ̝̊~ɾ̝~r̝ ⟨r⟩ | ɭ~ɽ ⟨ƚ⟩    |               |       |
| w ⟨w⟩       |           | j ⟨y⟩      |               |       |

在母音之後，濁音會前鼻音化，而其中的有些在字首可能會變清音。一些清音在母音之間則可能變濁音。除了鼻音外，所有的子都有結尾清音化（final devoicing）的現象。像在結尾時，/l/會變作[ɬ]，而/d/在結尾時則會變作[ntʰ]。/w/與/j/不出現於結尾。

## 語法

### 語序
柯本語語序如下：
- 基本語序：主詞─受詞─動詞
- 介詞多為後置詞，即介詞置於其所支配的名詞後
- 形容詞、指示詞、數詞等置於其所修飾的名詞之後；名詞領屬置於其所修飾的名詞之前；關係子句可置於其所修飾的名詞之前，或為「雙頭詞關係子句」（double-headed relative clause）的形式。

### 概說
人稱代詞分和親屬稱謂（kinship terminology）分別單數、雙數與眾數。
和其他卡蘭姆語言相似地，柯本語的動詞非常少，它的動詞數可能少於120個。這些動詞可和名詞混合構成動詞片語以表特定的含意，這就如英語傾向用「have dinner」而非「dine」以表「吃晚餐」之意般。
這種現象為語義學研究開了一道有趣的窗口。人們可能會認為既然其動詞如此地少，那這些動詞所涵蓋概念的應當是如「有」、「做」、「是」、「行」等這類相當普遍的概念。柯本語在某些方面而言，確實是如此，它只有一個動詞來表達各式各樣的知覺，也就是說，它用單一一個動詞來指稱「看」、「聽」、「品嚐」、「聞」、「感覺」、「想」和「了解」等行為，此外它用另一個動詞來表達「講話」、「唱歌」、「禱告」、「哭泣」、「樹枝裂開作聲」、「石頭作響」和「水流淙淙作聲」等等各種人事物發聲的行為；然而另一方面，柯本語的一些動詞有相當特定的含意，它有一個動詞表「呼叫豬隻」之意；此外它有三個表達「灌注」的動詞（使用哪個取決於「用以灌注入的東西為固體、液體或食物」這點而定），它甚至有個動詞專表「切分鶴鴕」之意。
柯本語的數詞為身體系統的延伸，其一到十二分別為（左邊的）小指、無名指、中指、食指、大拇指、手腕、前臂中段、手肘、上臂中段、肩膀、鎖骨、胸骨上方的洞；然後接下來以身體右側的鎖骨為十三、右側的小指為廿三照序繼續數；然後還能再反向以右側小指為廿四（此時胸骨上方的洞為卅五、左邊的小指為四十六）倒序數回，之後亦可如此反復。故此當這些相對應的身體部位用作數字時會出現多重歧意。

## 書寫系統
柯本語使用基於拉丁字母的字母書寫，這套系統已使用超過三十年了。ƚ和ɫ這兩個特殊字母分別用以表示根尖捲舌邊閃音和硬顎邊音。
下為柯本語的字母：
大約5-15%的柯本語使用者是識字的。

## 參照
1. ↑  .   [2013-05-23]. （原始内容存档于2020-12-04）.
2. ↑  .   [2013-05-23]. （原始内容存档于2021-02-11）.

## 外部連結
- Ethnologue report for Kobon （页面存档备份，存于）